# 筆ペン

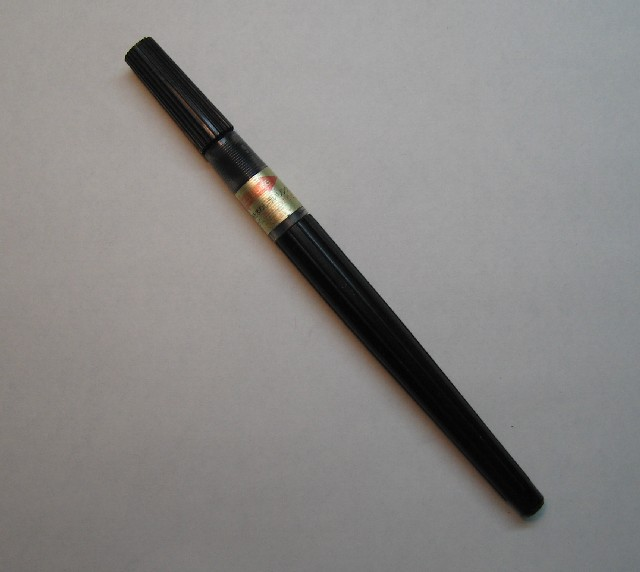
筆ペン

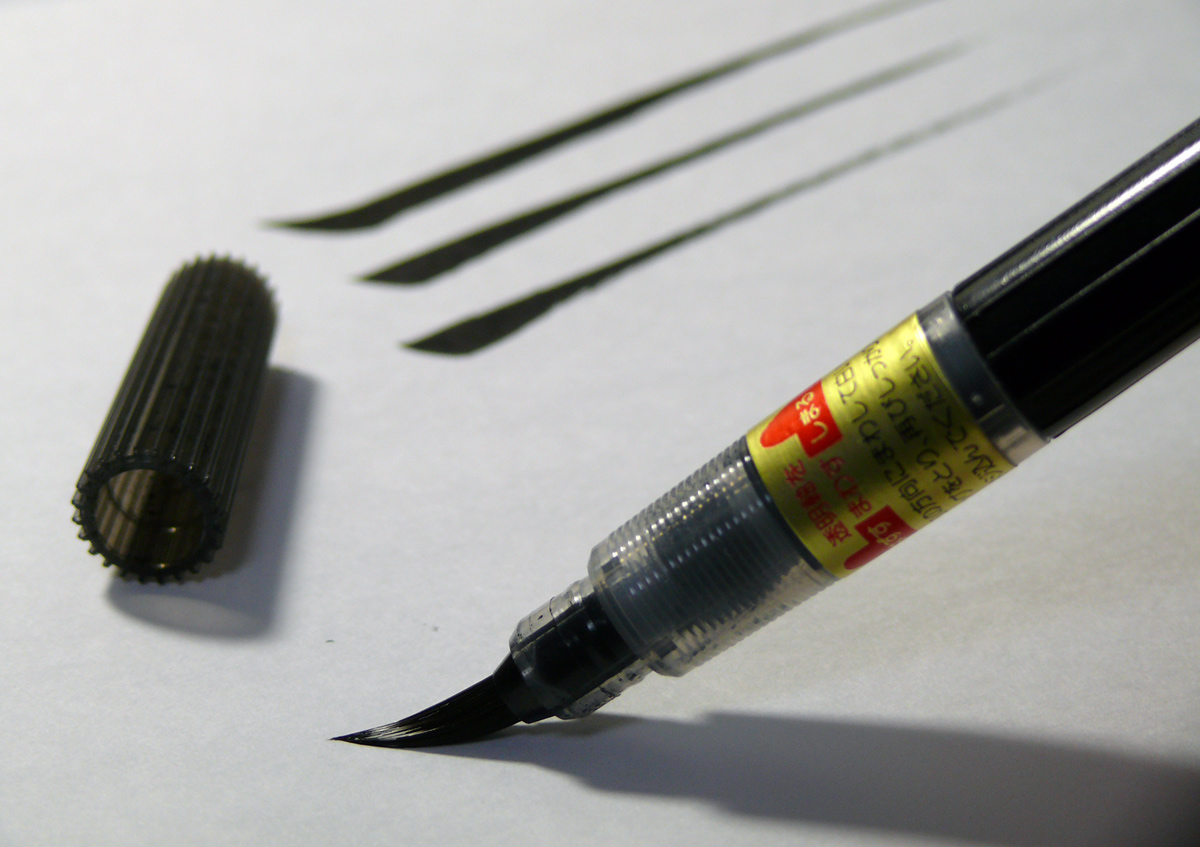
筆ペンの穂先

筆ペン（ふでペン）は、本体の軸部にインクを内蔵している毛筆を模した形状を持つペンである。

## 概要
筆先が太くてしなり、筆のように使える。毛筆よりも扱いや手入れが簡単である。また、毛筆よりも筆先のコシが強いものが多い。
先端は柔らかいフェルトペンになっているものと、合成繊維などの毛が使用されている本格毛筆タイプがある。本格毛筆タイプは細い合成樹脂を束ねて作られた筆先に、軸に内蔵されたインクを供給する構造となっているものが一般的であるが、一部高級品にはイタチの毛を使用したものがある。
インクは染料と顔料がある。カートリッジ式になっていて取り換えができる品もある。

## 歴史
中世以降、筆と墨汁を携帯するために矢立が用いられた。江戸時代後半には、発明家国友藤兵衛が「御懐中筆」として筆ペンのようなものを作っている。
鉛筆や万年筆の普及に伴って筆はその数を減らしていったが、作家の谷崎潤一郎のように万年筆の書き味を嫌う人もおり、1933年から1934年にかけての随筆、陰翳礼讃で「仮りに万年筆と云うものを昔の日本人か支那人が考案したとしたならば、必ず穂先をペンにしないで毛筆にしたであろう。そしてインキもあゝ云う青い色でなく、墨汁に近い液体にして、それが軸から毛の方へ滲み出るように工夫したであろう。」と筆ペンのアイデアを記している。
筆ペンの発明は1972年のセーラー万年筆「ふでぺん」によるものであるが、改良を重ねヒット商品として育成し、初めて商業的成功を収めた企業は呉竹精昇堂（現：呉竹）である（呉竹のウェブサイトでも1972年には既に他社が商品を開発していたことを記載している）。呉竹の筆ペンはニクソンショックによる円高でサインペン輸出計画が頓挫したことがきっかけとなり、サインペンの技術を応用して開発された。逆にサインペンの元祖ぺんてるは1976年にナイロンの毛を使った本格毛筆タイプを発売した。

## 主な製造会社
- セーラー万年筆 -「ふで和み 」
- 呉竹 -「呉竹筆ぺん」
- あかしや -「あかしや筆ペン」
- ぺんてる -「ぺんてる筆」

その他、パイロット「瞬筆」やゼブラ「ゼブラ筆ペン」なども製造販売している。